# Нейсмит, Гэри
Гэри Нейсмит (англ. Gary Naysmith; род. 16 ноября 1978, Эдинбург) — шотландский футболист, защитник; тренер. Известен, в частности, по выступлениям за клубы «Харт оф Мидлотиан» и «Эвертон», а также национальную сборную Шотландии.

## Клубная карьера
Гэри Нейсмит во взрослом футболе дебютировал в 1996 году выступлениями за команду клуба «Харт оф Мидлотиан», в которой провёл четыре сезона, приняв участие в 96 матчах чемпионата.
Своей игрой за эту команду привлёк внимание представителей тренерского штаба клуба «Эвертон», к составу которого присоединился в 2000 году. Сыграл за клуб из Ливерпуля следующие шесть с половиной сезонов своей игровой карьеры.
В 2007 году Гэри Нейсмит подписал трёхлетний контракт с клубом «Шеффилд Юнайтед» в обмен на переезд Фила Ягелки на «Гудисон Парк». Впоследствии с 2010 по 2013 год Гэри играл в составе команд клубов «Хаддерсфилд Таун» и «Абердин».
К клубу «Ист Файф» присоединился в 2013 году. Всего провёл за команду из Файфа 84 матча.

## Выступления за сборную
В 2000 году дебютировал в официальных матчах в составе национальной сборной Шотландии. Провёл в форме главной команды страны 46 матчей, забив один гол.

## Карьера тренера
Начал тренерскую карьеру в 2013 году, возглавив тренерский штаб клуба «Ист Файф» как играющий тренер.

## Титулы и достижения
- Кубок Шотландии
  - Обладатель (1): 1997/98

## Ссылка
- Профиль игрока (англ.) на сайте soccerbase.com